# SpaceX CRS-26
SpaceX CRS-26 eller SpX-26 var en flygning till Internationella rymdstationen (ISS) med SpaceX:s rymdfarkost Dragon 2. Farkosten sköts upp av en Falcon 9-raket, från Kennedy Space Center LC-39, den 26 november 2022.
Farkosten dockade med rymdstationen den 27 november 2022.
Farkosten lämnade rymdstationen den 9 januari 2023 och några dagar senare återinträdde den i jordens atmosfär och landade i Mexikanska golfen.